# Carlota de Nápoles
Carlota de Nápoles (c. 1480-1506), fue la hija mayor y futura heredera del rey Federico I de Nápoles. Aunque su padre fue desposeído del reino, a través de ella los derechos dinasticos fueron heredados por sus descendientes, la Casa de La Tremoille.

## Primeros años
Fue la única hija del primer matrimonio del entonces príncipe Federico con Ana de Saboya, nieta del rey Carlos VII de Francia. Su madre falleció poco después de nacer, por las complicaciones en el parto. Su padre se volvió a casar en 1487 con Isabel del Barzo con quién tuvo cinco hijos.
Carlota se crío y educó en la corte francesa donde pasó sus primeros años, siendo la compañía de Margarita de Austria, hija de Maximiliano I del Sacro Imperio Romano Germánico, entonces prometida del rey Carlos VIII. Tras la partida de Margarita tras anularse su compromiso con el rey en 1490, fue primera dama de la reina y duquesa Ana de Bretaña, siendo tratada como hija del rey y proporcionándosele una casa especialmente establecida.

## Matrimonio
Uno de sus pretendientes fue César Borgia, pero ella lo rechazó y el 27 de enero de 1499, la reina Ana acordó su matrimonio con el conde Guido XVI de Laval jefe de una de las familias nobles más poderosas de Bretaña, celebrándose la boda el 10 de junio de 1500, en la antigua iglesia de la Santa Cruz en Lyon.
Tuvieron tres hijos:
- Francisco (1503-1522), falleció joven en la batalla de Bicocca.[5]
- Catalina (1504-1526), quién se casó con el señor Claudio I de Rieux. Tuvieron dos hijas que heredarian los títulos de Laval.[5]
- Ana (1505-1554), quién se casó con Francisco II de La Tremoille, con descendencia.[5]

Ana nunca se recuperó del parto de su última hija, muriendo casi un año después. Su cuerpo fue enterrado el 11 de octubre de 1506 por el cardenal Felipe de Luxemburgo en la Colegiata de San Tugal de Laval. Tras su muerte, su esposo se casó dos veces más, teniendo más descendencia.

## Reclamación al trono de Nápoles
Al año siguiente de su matrimonio, su padre perdió el trono, siendo este cedido a Francia en una guerra y tras el Tratado de Granada (1500). Su hermano, Fernando de Aragón, duque de Calabria, huyó a España en 1504, viviendo ahí el resto de su vida. Tras su fallecimiento en Valencia en 1550, sin descendencia legítima, Carlota ya llevaba mucho tiempo fallecida y Francia había perdido la corona de Nápoles en manos de otra rama de la dinastía aragonesa. No obstante, sus descendientes retomaron la infructuosa pretensión de obtener la corona, mientras perseguían sus intereses en Bretaña y Francia. A Carlota se le atribuye póstumamente el título de Princesa de Tarento, que ostentaron los herederos napolitanos.